# Ачинськ
А́чинськ (рос. Ачинск) — місто крайового підпорядкування, центр Ачинського району Красноярського краю Росії. Є залізничний вузол, пристань на річці Чулим.

## Населення
Згідно з переписом населення 1926 року, у місті мешкало 17 882 особи, у тому числі 9185 чоловіків та 8697 жінок.

## Економіка
У місті працюють борошномельний і м'ясокомбінати, швейна й меблева фабрики, механічний, пивоварний, глиноземний, асфальтобетонний заводи, завод залізобетонних виробів.
У районі Ачинська видобувають вугілля і вапняки.

## Освіта, культура
Є чотири технікуми (індустріальний, елеваторний, сільськогосподарський і торгівлі), педагогічне і медичне училища, драматичний театр, два музеї.

## Відомі люди
У поселенні народились:
- Карпенко Ольга Петрівна — український мовознавець, славіст.
- Тульчинський Анатолій Аронович — інженер-електромеханік, лауреат Державної премії СРСР.

Помер:
- Авраменко Георгій Олександрович (1911—1974) — український геолог, археолог.

## Військо
Вранці 5 серпня 2019 року в Красноярському краї неподалік міста прогриміли потужні вибухи на складах з боєприпасами. У довколишніх населених пунктах почалася евакуація цивільних мешканці; оскільки Ачинськ є закритим військовим містом, то операція проводилась Міністерством оборони Росії. Пізніше стало відомо, що вибухи сталися у військовій частині в селищі Кам'янка, що недалеко від Ачинська.